# Linstead Market
Linstead Market é uma música folclórica jamaicana.
Por tratar-se de uma música comum na cultura jamaicana, é possível encontrar pequenas mudanças entre as versões de cada intérprete. Notadamente, as versões mais conhecidas são as de Lord Messam & His Calypsonians e de Lord Composer.

## Letra
Mi carry mi ackee go a Linstead Market 

Not a quattie worth sell 

Mi Carry me ackee go a Linstead Market 

Not a quattie worth sell 

Lord what night, not a bite 

What a Saturday night 

Lawd what a night not a bite 

What a Saturday night 

Everybody come feel up, feel up 

Not a quattie worth sell 

Everybody come feel up, feel up 

Not a quattie worth sell 

Lord what night, not a bite 

What a Saturday night 

Lawd what a night not a bite 

What a Saturday night 

Do mi mommy nuh beat mi kill mi 

Sake a Merry-go-round 

Do mi mommy don’t beat me kill 

Sake a American rum 

Lord what night, not a bite 

What a Saturday night 

Lawd what a night not a bite 

What a Saturday night 

All di pickney dem a linga linga 

Fi weh dem mumma no bring 

All di pickney dem a linga linga 

Fi weh dem mumma no bring 

Lawd, what a night, not a bite 

What a Satiday night 

Lawd, what a night, not a bite 

How di pickney gwine feed? 